# Juan Beriain
Juan Beriain (Uterga, Navarra, 1566-1633) fue un escritor y sacerdote navarro que destacó por sus obras bilingües en castellano y euskera. Tras completar su formación eclesiástica y ser ordenado en 1592, ejerció como abad en Echagüe en el valle de Orba, hasta 1602. Posteriormente, asumió el cargo de abad en su localidad natal, Uterga, donde sirvió hasta su fallecimiento en 1633. Su figura es relevante en la historia de la literatura bilingüe en Navarra, ya que escribió en castellano y euskera, contribuyendo a la difusión del conocimiento religioso en ambas lenguas. Su obra principal incluye "Tratado de cómo se ha de oír misa" (1621) y "Doctrina Christiana" (1626), ambas publicadas en Pamplona.

## Biografía
En el siglo XVI, Navarra experimentaba una transición sociopolítica tras su incorporación a la Corona de Castilla. La lengua euskera todavía era predominante en muchas zonas rurales, y la Iglesia jugaba un papel fundamental en la vida cotidiana. La formación de Beriain en teología y su bilingüe preocupación por la educación religiosa reflejan este contexto. 

### Primeros años y formación
Juan de Beriáin nació en una familia prominente de Uterga, con fuertes lazos en la región. Su formación académica y eclesiástica lo llevó a ser ordenado sacerdote en 1592. Fue abad de Echagüe y posteriormente de su localidad natal. Se desconoce la universidad donde cursó sus estudios, aunque se ha especulado que pudo haber sido en alguna institución castellana.

### Carrera eclesiástica
Como abad de Echagüe (1592-1602), Beriain desempeñó un papel clave en la organización religiosa de la región. Posteriormente, en 1602, fue nombrado abad de Uterga, donde se mantuvo hasta su muerte en 1633. Durante su gestión, promoviendo la enseñanza religiosa en euskera, contribuyó a la preservación y difusión de esta lengua.

### Méritos
Beriain es reconocido por su aportación a la literatura religiosa bilingüe. Su obra fue citada por el lingüista Manuel de Larramendi en la introducción de su Diccionario Trilingüe (1745), donde destacó el Credo de Beriain como ejemplo del dialecto alto-navarro meridional. Asimismo, en un documento de 1632, se insistía en la enseñanza del Evangelio en euskera, lo que subraya la importancia de sus textos en el contexto eclesiástico.

## Obras

### Tratado de cómo se ha de oír misa (1621)
Esta obra instruye a los fieles sobre la correcta asistencia a la misa. Fue escrita en castellano y euskera, reflejando la necesidad de acercar la liturgia a una población mayoritariamente euskaldun. Su publicación en Pamplona por Carlos Labayen permitió su difusión en el obispado. La importancia del Tratado radica en su valor lingüístico y religioso, ya que documenta el euskera hablado en la región en el siglo XVII.

#### Tratado de cómo se ha de oir misa - Tratatzen da nola entzun behar den meza[4]
El libro fue reeditado en 2021 por Euskaltzaindia, con el apoyo del Gobierno de Navarra. La edición cuenta con un prólogo de Patxi Salaberri Zaratiegi, quien explica el contexto y la relevancia del texto. La obra se presenta en dos idiomas, en euskara y castellano, permitiendo que sea accesible a un público más amplio.

### Doctrina Christiana (1626)
Se trata de un catecismo que expone las enseñanzas fundamentales del cristianismo. También fue impreso en Pamplona por Carlos Labayen y redactado en castellano y euskera. Su estructura consta de 160 páginas, divididas equitativamente entre ambos idiomas. Fue utilizado como material didáctico para la educación religiosa en Navarra.